# 군남초등학교 (전남)
군남초등학교는 대한민국 전라남도 영광군 군남면 백양리에 있는 공립 초등학교이다.

## 학교 연혁
- 1921년 10월 2일 군남공립보통학교 개교
- 1938년 4월 1일 군남공립심상소학교로 개칭[1]
- 1941년 4월 1일 군남공립국민학교로 개칭[2]
- 1950년 4월 1일 군남국민학교로 개칭[3]
- 1996년 3월 1일 반안국민학교 통폐합
- 1996년 3월 1일 군남초등학교로 개칭[4]
- 1997년 3월 1일 병설유치원 개원
- 1997년 3월 1일 송학초등학교 통폐합
- 1998년 3월 1일 군남서초등학교 통폐합
- 1999년 9월 1일 대창분교장 통폐합
- 2020년 2월 11일 제96회 졸업(7997명 배출)
- 2020년 3월 1일 제32대 류혜경 교장 부임
- 2022년 3월 1일 제33대 이형연 교장 부임

## 참고 자료
- 군남초등학교 - 한국교육학술정보원 학교알리미